# Abraham Ascher (Historiker)
Abraham Ascher (geboren 26. August 1928 in Breslau, Deutsches Reich) ist ein US-amerikanischer Historiker.

## Leben
Abraham Ascher war ein Sohn des Möbeleinzelhändlers Jakob Ascher und der Feiga Storch, er hatte drei Geschwister, sein Bruder Mordechai Ben-Asher wurde in Israel Sprachwissenschaftler für Hebräisch. Die Familie floh 1939 nach Großbritannien und gelangte 1943 in die USA. Ascher erhielt 1950 die amerikanische Staatsbürgerschaft.
Ascher machte 1950 am City College einen B.S.S., 1951 an der Columbia University einen M.A. und wurde dort 1957 promoviert. Seit 1953 war er Instructor für Geschichte am Brooklyn College, zwischenzeitlich auch an der Rutgers University und von 1958 bis 1960 an der State University of New York at Stony Brook. Ascher heiratete 1958 Anna Schaffer, sie haben drei Kinder.
Ascher wurde 1960 Assistant Professor, 1965 Associate Professor und 1970 Professor für Geschichte am Brooklyn College. Sein Forschungs- und Publikationsschwerpunkt war die Russische Revolution 1905. Er wurde 2003 emeritiert. Seit 1976 war er außerdem Direktor des Division of Education Programs des National Endowment for the Humanities.

## Schriften (Auswahl)
- Pavel Axelrod and the Development of Menshevism. Harvard University Press, 1972
- The Kremlin. Newsweek, 1972
  - Der Kreml. Übersetzung Michael Schmidt. Wiesbaden: Ebeling, 1975
- (Hrsg.): The Mensheviks in the Russian Revolution. Cornell University Press, 1976
- Vorwort zu Victor Muravin: The Diary of Vikenty Angarov. Roman. Newsweek, 1978
- Abraham Ascher, Tibor Halasi-Kun, Bela K. Kiraly (Hrsg.): The Mutual Effects of the Islamic and Judeo-Christian Worlds: The East European Pattern. Brooklyn College Press, 1979
- The Revolution of 1905. Russia in Disarray. Stanford University Press, 1988
- The Revolution of 1905. Authority Restored. Stanford University Press, 1992
- P. A. Stolypin: The Search for Stability in Late Imperial Russia. Stanford University Press, 2000
- Russia : a short history. Oxford: Oneworld Publ., 2002, 2009
  - Geschichte Russlands. Essen: Magnus, 2005
- The Revolution of 1905. A Short History. Stanford University Press, 2004
- A community under siege : the Jews of Breslau under Nazism. Stanford Univ. Press, 2007
- Was Hitler a Riddle? Western Democracies and National Socialism. Stanford Univ. Press, 2012